# Natalie Mastracci
Natalie Mastracci (ur. 5 czerwca 1989) – kanadyjska wioślarka. Srebrna medalistka olimpijska z Londynu.
Zawody w 2012 były jej pierwszymi igrzyskami olimpijskimi. Po medal sięgnęła w rywalizacji ósemek. W 2014 zdobyła złoto mistrzostw świata w tej konkurencji.